# Nunataks Kelly
Los nunataks Kelly (77°17′S 141°44′O / -77.283, -141.733) son los nunataks que marcan el extremo este de las montañas Clark, en las cordilleras Ford de la Tierra de Marie Byrd, en la Antártida. Los mismos fueron relevados por el United States Geological Survey y a partir de fotos aéreas de la U.S. Navy, 1959–65, y fueron nombrados por el Comité Asesor de Nombres Antárticos en honor a John David Kelly, un físico de la ionósfera del Programa de Investigaciones Antárticas de los Estados Unidos en la Base Byrd, 1968.